# Passo dell'Eira
Il passo dell'Eira (2.208 m s.l.m.) è un valico alpino delle Alpi Retiche occidentali, situato nella zona extradoganale di Livigno. Il passo, che si trova sulla strada statale 301 del Foscagno tra Livigno e la frazione di Trepalle, è nelle immediate vicinanze degli impianti di risalita del comprensorio sciistico di Livigno. Al passo ci sono alcuni rifugi,hotel, e qualche abitazione residenziale che detengono il record di insediamento abitato(durante tutto l'anno) più alto d'Europa raggiungendo fino i 2240m. È inoltre presente una cappella dedicata alla Madonna della Pace. Entrambi i versanti appartengono al bacino idrografico del Danubio e del mar Nero.